# Tři trubky

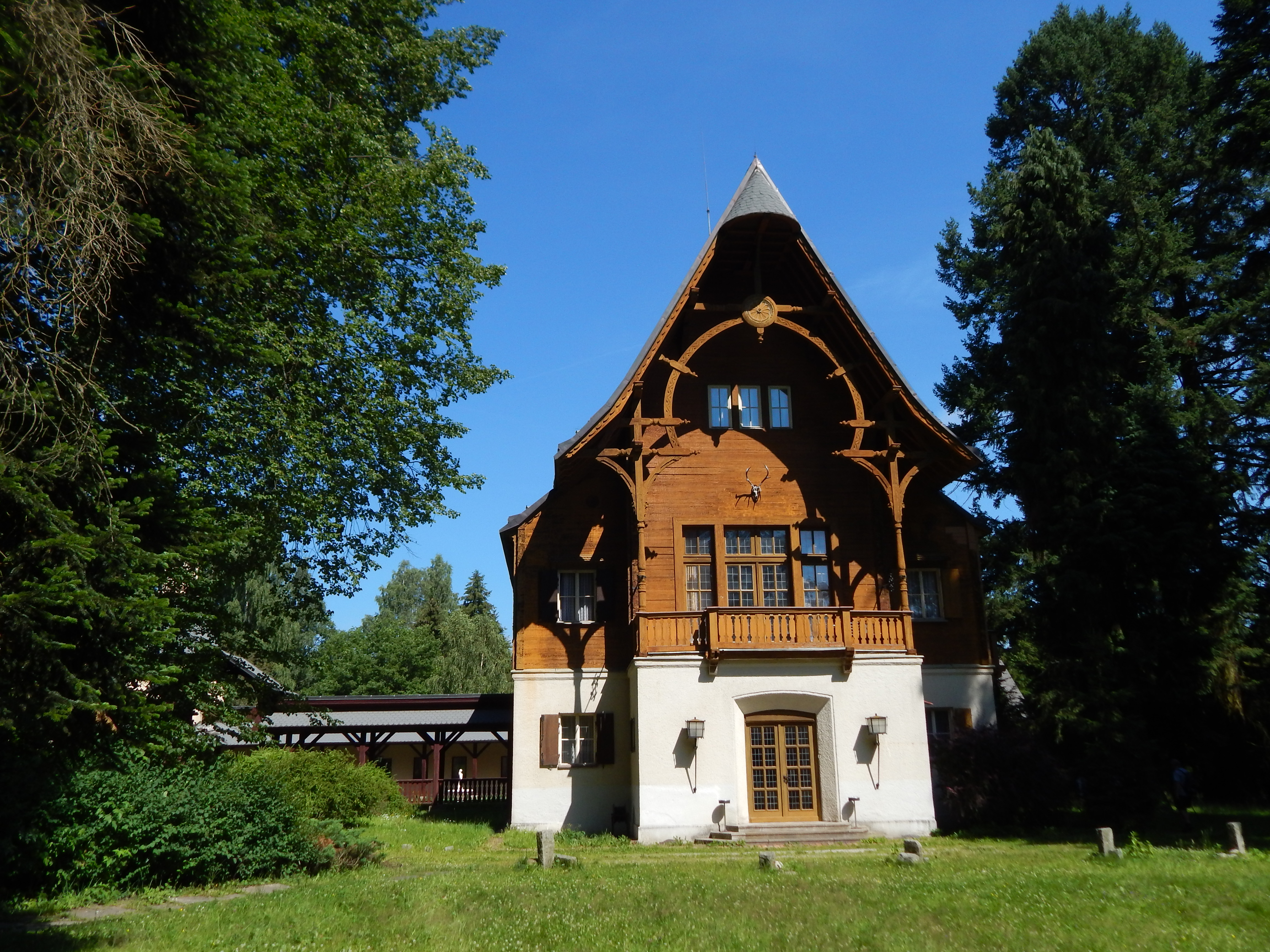
Das Jagdschloss Tři trubky,
(deutsch: Drei Röhren),
Truppenübungsplatz Brdy, Tschechien

Das Jagdschloss Tři trubky (deutsch: Drei Röhren) liegt in der Nähe des Zusammenflusses der Bäche Třítrubecký potok (Schwarzbach) und Padrťský potok (Padertbach) auf dem Gebiet der Gemeinde Strašice  in Tschechien.

## Geschichte
Es wurde in den späten 1880er Jahren durch Hieronymus von Colloredo-Mansfeld, Besitzer der Güter Doberschisch und Sbiroh, errichtet. Das Gebäude wurde von dem Wiener Architekten Camillo Sitte im Geiste der Romantik gestaltet. Die Umgebung wurde in einen Naturpark umgewandelt. Bekannt ist das Schloss für seine Jagdsammlungen. Seit den 1930er Jahren liegt es innerhalb des Truppenübungsplatzes.
Nach dem deutschen Einmarsch wurde das Schloss durch die Wehrmacht als Gästehaus des Truppenübungsplatzes Kammwald benutzt. Generalfeldmarschall Walther von Brauchitsch, Oberbefehlshaber des Heeres der Wehrmacht von 1938 bis 1941, erhielt das Schloss 1942 als Reichsdotation und bewohnte es bis 1945. Seit 1945 wird das Schloss durch die tschechoslowakische und seit 1993 durch die tschechische Armee als Gäste- und Jagdhaus genutzt. Nach der Auflösung des Truppenübungsplatzes Brdy wurde das Gebiet der Gemeinde Strašice zugeordnet.

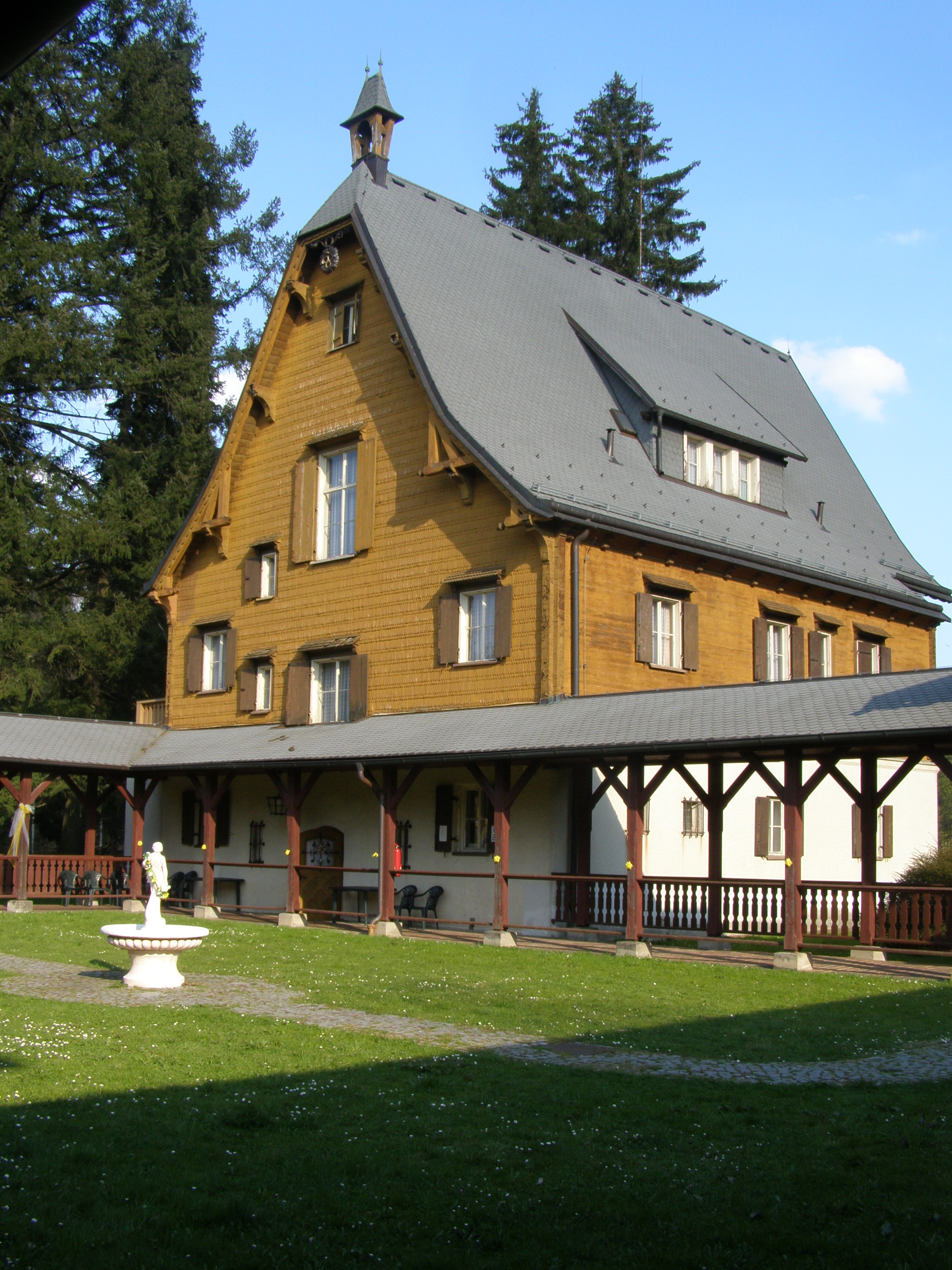
Vom Hof aus
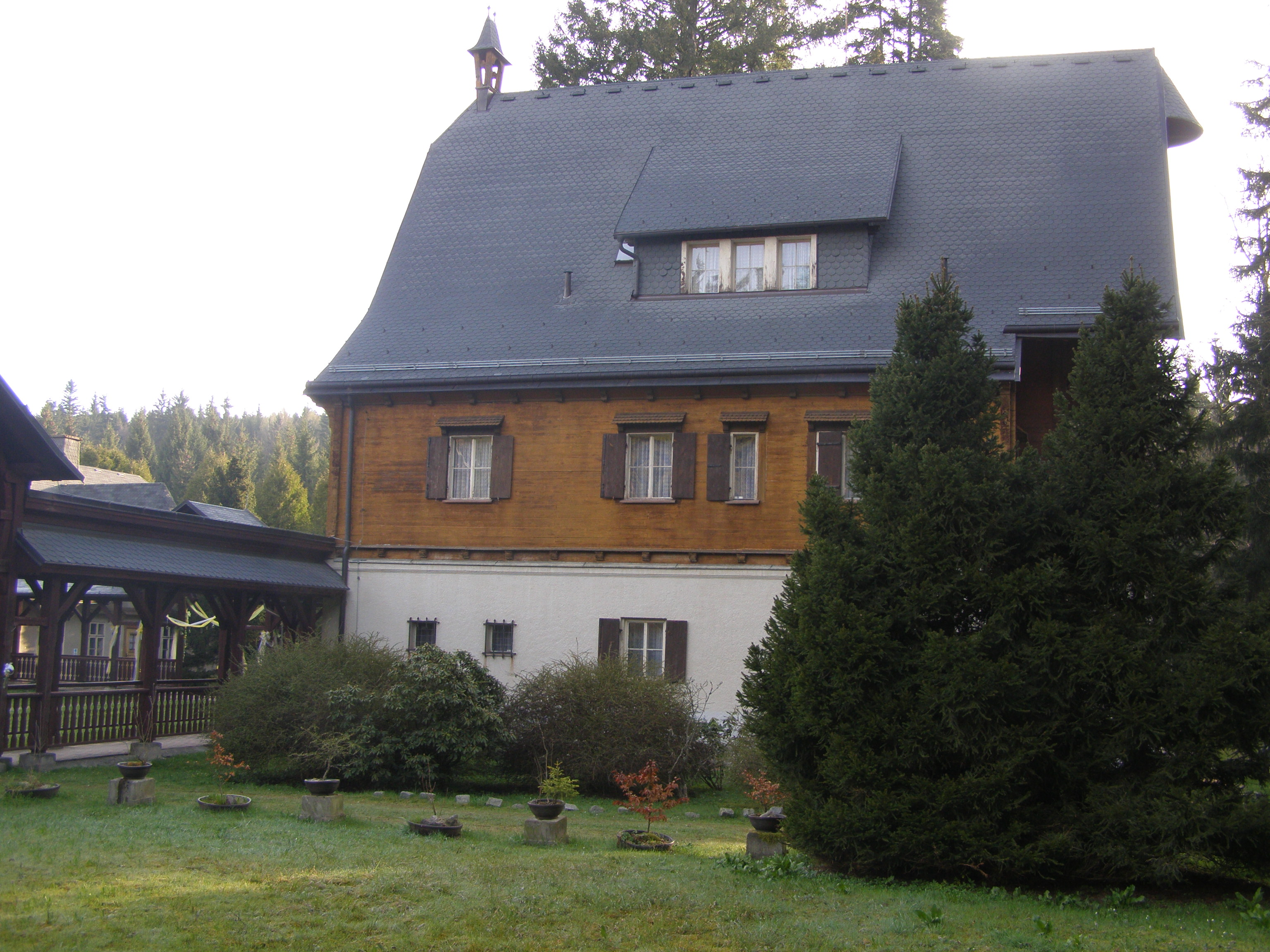
Gartenseite
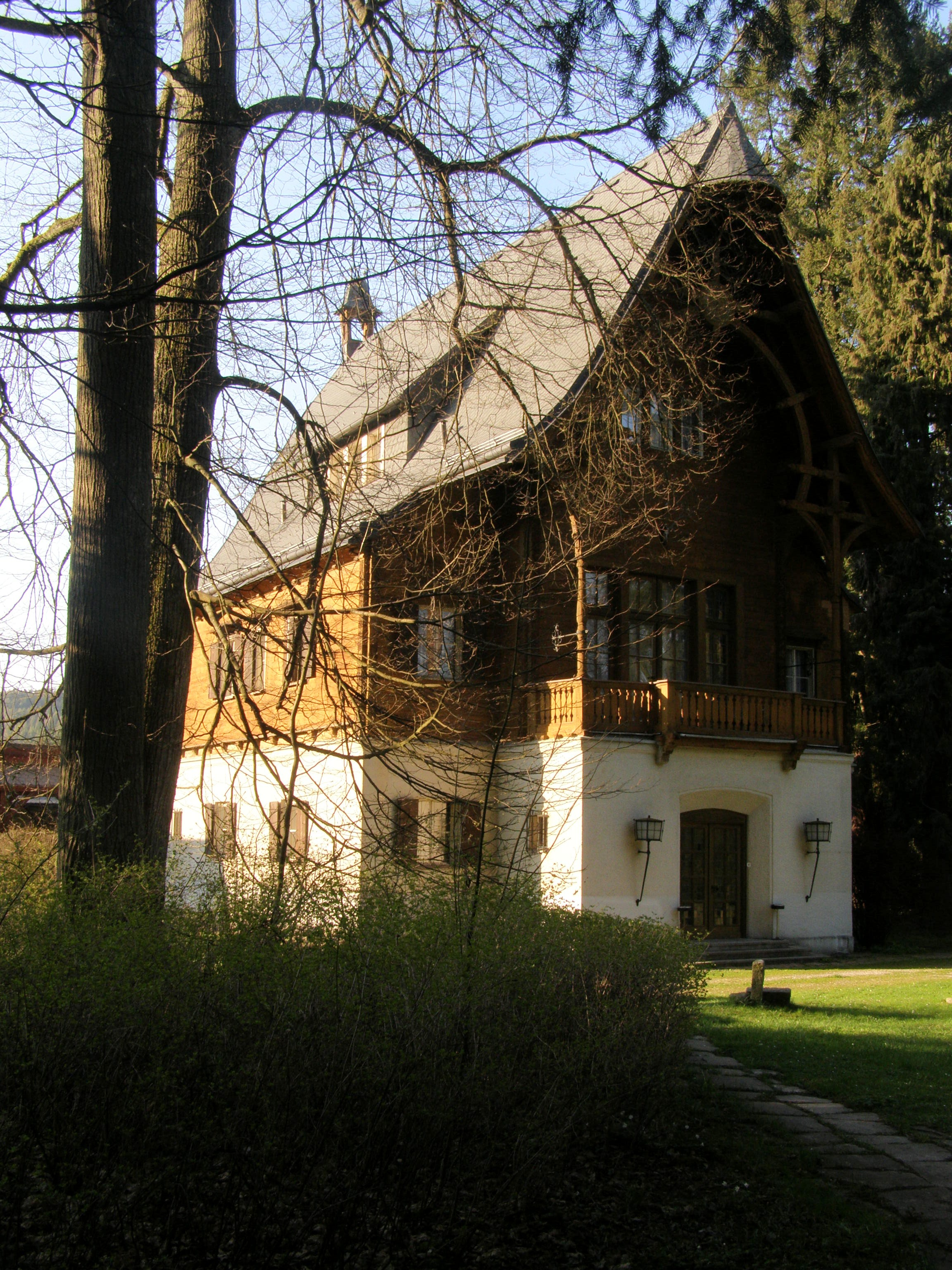
Vom Garten nach Norden
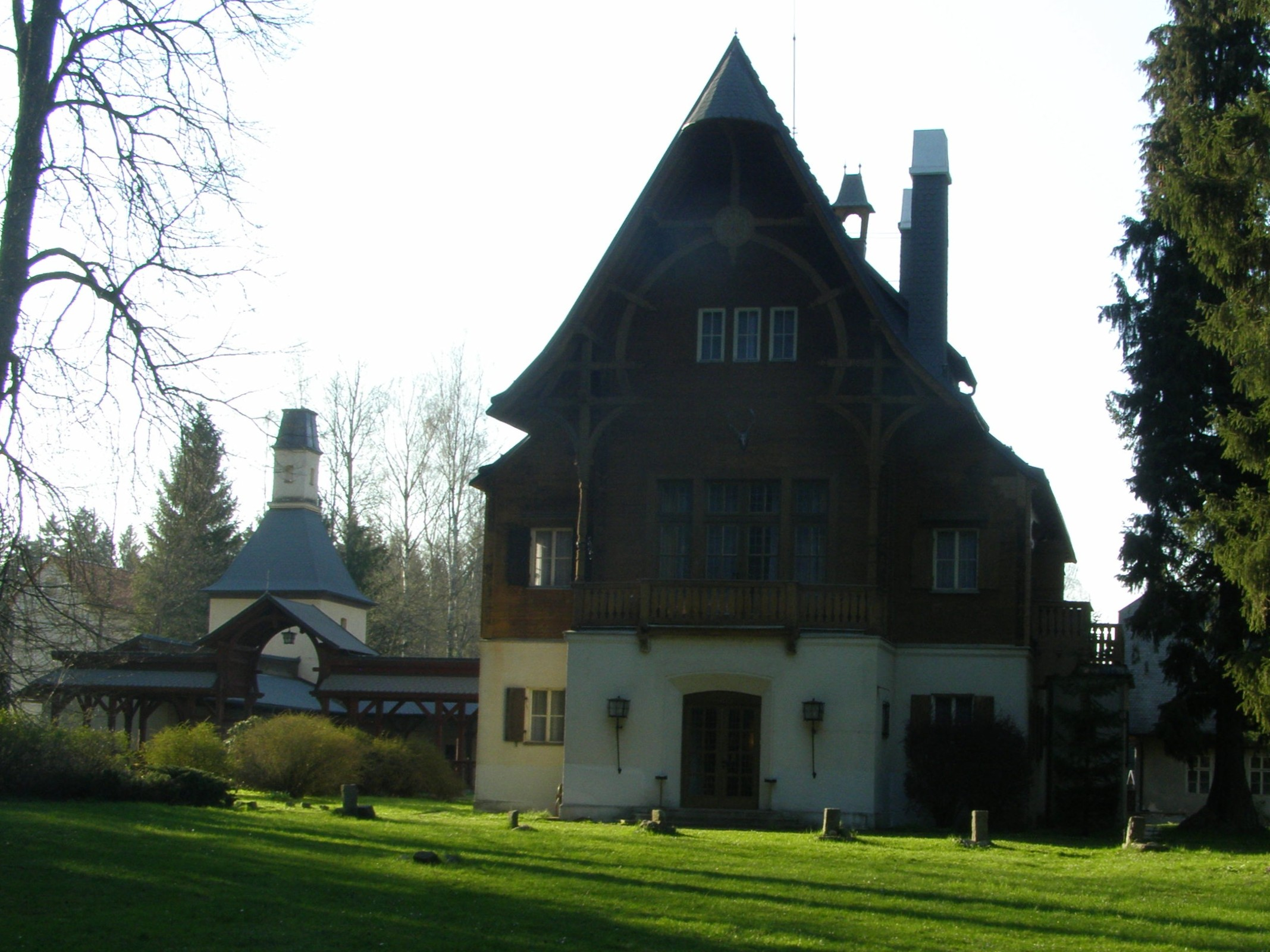
Vom Garten zum Schild mit Balkon